# Io sono Mia
Io sono Mia (literalment en català: sóc Mia, però també soc meva) és una pel·lícula italiana de Riccardo Donna estrenada el 2019. Interpretada per Serena Rossi, Lucia Mascino i Maurizio Lastrico, narra la vida de la cantant Mia Martini. La pel·lícula és una producció d'Eliseo Fiction de Luca Barbareschi en col·laboració amb Rai Fiction.
La pel·lícula narra la vida de Mia Martini, incloent-hi la seva carrera artística, el seu entorn, la seva germana Loredana, els directius que coneixia i les seves relacions violentes amb els seus pares.

## Argument
La pel·lícula comença el 1989 a la ciutat de Sanremo, durant el Festival de Sanremo, amb un flashback que es remunta al 1970. Alguns episodis de la seva infantesa, la seva vida, artístics i familiars, s'esmenten en una entrevista concedida per l'artista a un periodista poques hores abans de cantar al Festival de 1989.
El 1970, la cantant va participar al Festival amb la cançó Almeno tu nell'universo (Almenys tu a l'univers), després va arribar un període dramàtic de calúmnies llençades a finals dels anys 70 per un productor que acusava a Mia de portar mala sort. Aleshores, Mia viu una història d'amor problemàtica amb el fotògraf milanès Andrés (inspirat en Ivano Fossati, que no volia participar en la pel·lícula) del qual va romandre enamorada durant deu anys. La pel·lícula també evoca el personatge del capritxós Anthony inspirat en Renato Zero que, com Fossati, no va voler ser esmentat.

## Repartiment
- Serena Rossi: Mia Martini
- Maurizio Lastrico: Andrès
- Lucia Mascino: Sandra Neri
- Dajana Roncione: Loredana Bertè
- Antonio Gerardi: Alberigo Crocetta
- Nina Torresi: Alba Calia
- Daniele Mariani: Anthony
- Francesca Turrin: Manager de Mia
- Fabrizio Coniglio: Roberto Galanti
- Gioia Spaziani: Maria Salvina Dato
- Duccio Camerini: Giuseppe Radames Bertè
- Simone Gandolfo: Redactor en cap
- Corrado Invernizzi: Charles Aznavour
- Edoardo Pesce: Franco Califano
- Mauro Serio: medtge

## Premis
- Nastro d'Argento especial 2019: Serena Rossi[cal citació]